# 가와나카촌 (와카야마현)
가와나카촌(川中村)은 와카야마현 히다카군에 있던 촌이다. 현재의 히다카가와정의 남서부, 히다카강의 중류 지역에 해당한다.

## 역사
- 1889년 4월 1일 - 정촌제 시행에 의해 9개 촌의 구역을 가지고 성립하였다.
- 1956년 8월 1일 - 후나쓰키촌과 합병해 나카쓰촌이 성립하여, 동일 가와나카촌은 폐지되었다.

## 참고문헌
- 『가도카와 일본 지명 대사전 30 和歌山県』